# DJクラシック
『DJクラシック』（ディージェイ・クラシック）は、NHK-FM放送で2012年4月7日より原則として毎週金曜21:10 - 22:00に放送されるクラシック音楽のラジオ番組である。2018年3月30日の放送（DJ陣総出演）をもって終了。

## 概要
毎週週代わりで、クラシック音楽の演奏家をパーソナリティに迎え、第一線で活躍するアーチストならではの視点から、クラシックの新しい魅力を追求する。

## 出演者と題名
- 第1週：錦織健（声楽家）・水落幸子（声優）「錦織健のしゃべくり“オペラハウス”」
歌い、舞台プロデュースまでこなすオペラ通が、その醍醐味をあっと驚くアプローチでディープに語ります。
- 第2週：首藤康之（バレエダンサー）・田添菜穂子（フリーアナウンサー）「首藤康之の“踊る旋律”」
トップ・バレエダンサー流にクラシック音楽への愛をやさしく、しなやかに開陳します。
- 第3週：千住真理子（ヴァイオリニスト）「千住真理子の“恋するバイオリン”」
名器「デュランティ」に恋するバイオリニストがつづる音楽エッセー。
- 第4週：広上淳一（指揮者）・鎌倉みどり（フリーアナウンサー・キャスター）「広上淳一の“音楽ってステキ”」
国際的に活躍する指揮者が、クラシック音楽から世間の話題まで愉快に縦横無尽にしゃべります。